# Krzysztof Piątek
Krzysztof Piątek (pronunție în poloneză [ˈkʂɨʂtɔf ˈpjɔntɛk]; n. 1 iulie 1995) este un fotbalist polonez care joacă pe postul de atacant pentru clubul german  Hertha Berlin și pentru echipa națională a Poloniei.
Și-a început cariera de jucător profesionist la Zagłębie Lubin din Ekstraklasa. Pe parcursul a patru sezoane, a marcat 15 goluri în 72 de meciuri, urmând să joace la Cracovia în 2016, pentru care a marcat 32 goluri în doua sezoane. În 2018, Piątek a semnat cu echipa italiană Genoa din Serie A, fiind vândut de polonezi pentru 4.000.000 de euro. După 19 goluri în 21 de meciuri oficiale jucate în tur, el a fost cumpărat de AC Milano în ianuarie 2019 pentru suma de 35 de milioane de euro, fiind cel mai scump jucător vândut de Genoa până în prezent.

## Cariera pe echipe

### Primii ani
Piątek și-a început cariera la Dziewiątka Dzierżoniów în 2006. Ulterior, el s-a mutat la Lechia Dzierżoniów din Liga III în 2011.

### Zagłębie Lubin
Piątek a semnat cu Zagłębie Lubin în 2013 și a jucat inițial la grupele de juniori și la echipa a doua a clubului. După venirea noului antrenor Piotr Stokowiec, Piątek a fost rapid promovat în prima echipă la 14 mai 2014  și apoi a debutat la Ekstraklasa la 18 mai 2014 într-un meci împotriva lui Cracovia. Pe parcursul sezonului următor, a devenit titular pentru Zagłębie, care  juca în I Liga, al doilea eșalon al fotbalului polonez. A marcat primul său gol din carieră pe 12 septembrie 2014, într-o victorie cu 1-0 cu Chrobry Głogów și a marcat prima sa dublă la 31 octombrie 2014 cu Widzew Łódź. După ce echipa sa a promovat în prima ligă, Piątek a marcat primul său gol în acest eșalon la 14 august 2015 într-o victorie cu 2-1 împotriva lui Lech Poznań și-a ajutat echipa să termine pe locul trei în sezonul 2015-2016 de Ekstraklasa, calificându-se pentru prima dată în cupele europene de după echipa care a câștigat campionatul în sezonul 2006-2007.

### Cracovia
În 2016, Piątek a ajuns la Cracovia, iar în cursul următoarelor două sezoane a marcat 32 de goluri în 65 de meciuri pentru club. A marcat 21 de goluri în cel de-al doilea sezon, terminând pe locul al treiela în clasamentul golgheterilor din sezonul de Ekstraklasa 2017-2018.

### Genoa
La 8 iunie 2018, Piątek a semnat un contract pe patru ani cu clubul italian Genoa, care a plătit în schimbul lui 4.000.000 de euro. El a marcat patru goluri la debut, realizând hat-trickul până în minutul 19, într-o victorie cu 4-0 din Coppa Italia cu Lecce. El și-a făcut debutul în Serie A pe 26 august, înscriind în primele șase minute ale meciului într-o victorie scor 2-1 cu Empoli. În următoarea săptămână, a marcat prima sa dublă într-un meci pierdut cu 5-3 cu Sassuolo, care a fost urmat de o altă înfrângere scor 4-1 cu Lazio, în care a marcat, devenind astfel primul jucător de la Andrei Șevcenko în 1999 care a marcat cinci goluri în primele patru meciuri de Seriei A.
În timpul următorului său meci, o victorie cu 2-0 asupra lui Chievo, el a marcat cel al zecelea gol în toate competițiile și a devenit primul jucător din toate ligile europene, care a ajuns la această cifră. Pe 30 septembrie, Piątek a înscris o dublă în trei minute într-o victorie scor 2-1 cu Frosinone ajungând opt goluri marcate în șase meciuri, cel mai bun început de sezon făcut de către un debutant de la Karl Aage Hansen din sezonul 1949-1950. În următorul său meci, el a devenit primul jucător de la Gabriel Batistuta în sezonul 1994-1995 care a înscris în fiecare dintre primele șapte meciuri de Serie A, când echipa sa a reușit să câștige cu 3-1 cu Parma.

### AC Milan
Pe 23 ianuarie 2019, AC Milan a anunțat faptul că Piątek a semnat un contract valabil până pe 30 iunie 2023, iar suma de transfer era raportată la 35 de milioane de euro. El a fost adus în locul lui Gonzalo Higuaín, care a semnat cu Chelsea și a primit tricoul cu numărul 19.
Piątek și-a făcut debutul la AC Milan pe 26 ianuarie, într-o remiză fără goluri împotriva lui Napoli, intrând în minutul 71 în locul lui Patrick Cutrone. Trei zile mai târziu, împotriva aceluiași adversar, tot pe San Siro, a marcat ambele goluri într-o victorie cu 2-0 în sferturile de finală ale Coppei Italia, și a primit ovații în picioare când a fost înlocuit cu Cutrone. El a fost votat ca cel mai valoros jucător al echipei în meci și cel mai bun fotbalist din lume de către fani. La 3 februarie 2019 Piątek a marcat primul său gol în deplasare cu AS Roma, meci care s-a încheiat cu scorul de 1-1. Apoi a marcat trei goluri în următoarele două meciuri: unul împotriva lui Cagliari Calcio și două împotriva lui Atalanta, fiind jucătorul care a înscris cel mai rapid șase goluri pentru club în toate competițiile, depășindu-l pe Nils Liedholm. De asemenea, a devenit primul jucător de la Milan care a înscris în primele trei etape de campionat de la Mario Balotelli în 2013.

## La națională
Fără să fie convocat până atunci, Piątek a fost inclus în lotul lărgit de 35 de jucători al Poloniei pentru Campionatul Mondială din 2018 dar a fost unul dintre cei 12 jucători care nu au făcut parte din lotul definitiv pentru turneul din Rusia.
El și-a făcut debutul la națională pe 11 septembrie 2018, într-un meci amical cu Irlanda la Wrocław, încheiat la egalitate scor  1-1, dându-i o pasă de gol lui Mateusz Klich în minutul 61. Exact peste o lună, el și-a făcut debutul la națională într-un meci oficial contând pentru grupele Ligii Națiunilor UEFA împotriva Portugaliei și a primul gol al partidei pierdute de polonezi cu scorul de 3-2. La 21 martie 2019, a marcat cel de-al doilea gol la națională într-o victorie ci 1-0 asupra Austriei.

## Viața personală
El se află într-o relație cu Paulina Procyk.